# دکتر پویزن
دکتر پویزن (به انگلیسی: Doctor Poison) عنوان دو شخصیت خیالی ابرشرور در کتاب‌های کامیک آمریکایی منتشر شده توسط دی‌سی کامیکس و رسانه‌های مرتبط با آن است. هر دوی این شخصیت‌ها از اعضای گروه ابرتبهکار اتحاد شروران هستند و به عنوان یکی از بزرگترین دشمنان شخصیت ابرقهرمان واندر وومن به‌شمار می‌روند. نخستین تجسم از این شخصیت تحت نام پرنسس مارو توسط ویلیام مولتن مارستون و هری جرج پیتر خلق شده‌است؛ که برای اولین بار در شمارهٔ ۲ از مجموعه کمیک‌های سنسیشن کامیکس حضور پیدا کرد.
النا آنایا هنرپیشه اسپانیایی در فیلم واندر وومن (۲۰۱۷) وظیفه بازی در این نقش را بر عهده داشت. این اولین حضور رسمی این شخصیت در تجسم پرنسس مارو در یک فیلم سینمایی محسوب می‌شود.